# Сніжний гриб
Сніжний гриб, срібне вухо, гриб-медуза (Tremella fuciformis) — вид паразитичних грибів, що широко використовується у кулінарії та гомеопатії у країнах Азії (Китай, Таїланд).

## Назва
Tremella fuciformis вперше була описана британським ботаніком Майлзом Берклі у 1856 році. Японський біолог Йосіо Кобаясі (Yosio Kobayasi) описав схожий гриб Nakaiomyces nipponicus, що мав темні нарости на плодовому тілі. Проте згодом з'ясували, що ці нарости були паразитуючими на Tremella fuciformis аскомітами. В Китаї гриб називають срібне вухо (银耳 — yín ěr), сніжне вухо (雪耳 — xuě ěr). В Японії Tremella fuciformis має назву дерев'яний гриб-медуза (シロキクラゲ — shiro kikurage).

## Будова
Плодове тіло за формою нагадує водорості з численними гілками, за структурою подібне на прозоро-білий желатин. Гриб досягає розмірів 7 см.

## Життєвий цикл
Tremella fuciformis паразитує на інших видах грибів, переважно Annulohypoxylon та Hypoxylon. Після вторгнення міцелій сніжного гриба починає бурхливо розвиватися та формувати плодове тіло.

## Поширення та середовище існування
Зустрічається у місцях зростання свого хазяїна — на повалених гілках та стовбурах мертвих листяних дерев. Сніжний гриб у природному середовищі зустрічається переважно в тропічних та субтропічних країнах Азії та Центральної Америки, в Австралії, Нової Зеландії та островах Тихого океану.

## Використання
В Китаї Tremella fuciformis вирощують з 19 ст. Вирощування сніжних грибів приносить подвійну вигоду, оскільки дає можливість вирощувати також їстівний гриб-хазяїн Annulohypoxylon archeri. Традиційно з Tremella fuciformis готують суп luk mei (六味), напої, додають до солодких страв та роблять морозиво. Гриб також використовується у косметичній індустрії для розгладжування зморшок. За даними дослідження 2004 р. в Китаї вирощують близько 130000 тон цих грибів щорічно. В Таїланді сніжний гриб продають у сушеному вигляді.